# Cheslin Kolbe
Cheslin Kolbe (* 28. října 1993, Kraaifontein, Jihoafrická republika) je jihoafrický hráč rugby union, ragby 7, olympionik a dvojnásobný mistr světa v ragby, který hraje obvykle na pozici křídla (wing), zadáka (fullback) nebo útokové spojky (Fly-half) za jihoafrickou ragbyovou reprezentaci a japonský klub Tokyo Sungoliath. 
V roce 2019 byl nominován na nejlepšího ragbistu světa. Ve stejném roce byl zvolen nejlepším hráčem francouzské ligy. V nominaci na nejlepšího ragbistu světa byl i v roce 2024. V roce 2023 byl druhým nejlépe placeným ragbistou světa.

## Nejvýznamnější mezinárodní úspěchy
3. místo na Letních olympijských hrách 2016 (ragby 7)
1. místo na Mistrovství světa v ragby 2019 (rugby union)
1.místo na Rugby Championship v roce 2019 a 2024 
1. místo na Mistrovství světa v ragby 2023 (rugby union)
1. místo evropský pohár European Cup 2021
1.místo francouzská liga (2019 a 2021) 

## Další informace
Jihoafrický reprezentant Wayde van Niekerk, který získal zlatou medaili v běhu na 400 m na Letních olympijských hrách 2016, je bratrancem Cheslina Kolbeho. Spolupracuje s nadací Be The Difference Foundation, která se snaží bojovat s chudobou v Západním Kapsku.